# الثويمة (جبلة)

تعديل مصدري - تعديل

الثويمة محلة تابعة لقرية السندف، التابعة لعزلة الاصابح بمديرية جبلة إحدى مديريات محافظة إب في الجمهورية اليمنية، بلغ تعداد سكانها 30 حسب تعداد اليمن لعام 2004.